# 스기노 요스케
스기노 요스케(杉野 遥亮, 1995년 9월 18일 ~ )는 일본의 배우, 패션 모델이다. 치바현 출신. 탑코트 소속. 신장은 185cm, 혈액형은 O형이다.

## 약력
2015년 제12회 〈FINEBOYS〉 전속 모델 오디션에서 그랑프리를 획득, 연예계 진출. aiko 싱글 〈プラマイ 푸라마이[*]〉의 MV에 출연.
2016년 드라마 《수수하지만 굉장해! 교열걸 코노 에츠코》으로 배우 데뷔. 2017년 CM 〈나이가타 쌀 신스노케 「기다리게 했습니다. 신노스케 입니다.」〉의 이미지 캐릭터에 기용되었다. 동년 영화 《기적: 그 날의 소비토》에 출연해 극 중에서 GReeeeN의 전신 유닛인 그린 보이즈 명의로 CD 데뷔.
2018년 지역 한정 방송의 KBC 제작·방송하는 드라마 《후쿠오카 연애백서 13》에서 드라마 첫 주연을 완수했다.

## 인물
- 2015년 시점에서는 호세이 대학교 재학.[주 1] 그 후 중퇴했다.

- 사무소 탑코트의 선배인 마츠자카 토리를 동경해 오디션을 보게 되었다고 라디오에서 말했다.

- 배우 데뷔하고 나서는 정직하고, 솔직, 건강한 남자라는 이미지의 역할이 강했지만 《꽃에게 짐승》에서는 천성의 인기남이라는 역할에 도전했다.[2]

## 출연 작품

### 텔레비전 드라마
| 방송일자                                            | 제목 | 역할                     | 방송사            | 비고                                                                 |
| --------------------------------------------------- | --- | ------------------------ | ----------------- | -------------------------------------------------------------------- |
| 2016년 10월 5일 ~ 12월 7일                          | 수수하지만 굉장해! 교열걸 코노 에츠코                                                                                             | 마사무네 노부요시        | NTV               | 데뷔작                                                               |
| 2017년 1월 10일 ~ 3월 14일                          | 거짓말의 전쟁 | 미츠이 켄지              | 칸사이 TV·후지 TV |                                                                      |
| 2017년 1월 15일·2월 12일·19일                       | 감정 8호선 제1화·제5화·제6화 | 코타                     | 후지 TV TWO       |                                                                      |
| 2017년 4월 13일 ~ 5월 11일                          | 오빠에게 너무 사랑받아서 곤란해요                                                                                                 | 세리카와 쿠니미츠        | NTV               |                                                                      |
| 2017년 7월 2일·9일                                  | 유토리입니다만, 무슨 문제 있습니까?                                                                                               | 사쿠라 에츠코의 남자친구 | NTV               |                                                                      |
| 2017년 8월 5일                                      | 우리 남편은 일을 못해 제5화 | 마사무네 노부토          | NTV               |                                                                      |
| 2017년 9월 20일                                     | 스페셜 〈수수하지만 굉장해! 교열걸 코노 에츠코〉                                                                                  | 마사무네 노부요시        | NTV               |                                                                      |
| 2017년 10월 22일                                    | 파랑새따위 | 세키야 코이치            | 후지 TV TWO       | 후지 TV TWO 드라마·애니메이션 제4화 〈드라마 고시엔〉 대상 수상 작품 |
| 2018년 3월 23일                                     | 후쿠오카 연애 백서13 〈너의 세계의 건너〉                                                                                         | 무라카미 소타            | KBC               |                                                                      |
| 2018년 4월 18일 ~ 6월 27일                          | 굿모닝 콜 our campus days | 나츠메 히라기            | 후지 TV           | 인터넷 텔레비전·웹 드라마의 지상파 방송                              |
| 2018년 4월 23일 ~ 6월 25일                          | 꽃에게 짐승 | 카키조노 효              | 후지 TV           |                                                                      |
| 2018년 5월 28일                                     | 할 수 있었을지도 위원회 에피소드5 〈후일〉편                                                                                      | 사와베 와타루            | MBS               |                                                                      |
| 2018년 6월 25일                                     | 각오는 됐나, 거기 여자 제1화 | 나이토 토우마            | MBS               |                                                                      |
| 2018년 7월 15일 ~ 9월 16일                          | 제로 일확천금 게임 | 사오토메 스나오          | NTV               |                                                                      |
| 2018년 10월 12일 ~ 12월 14일                        | 대연애~나를 잊을 너와 | 오가와 쇼타              | TBS               |                                                                      |
| 2019년 1월 8일 ~ 17일                               | 새로운 왕 Season1 | 코지 로우                | TBS               |                                                                      |
| 2019년 2월 14일                                     | 스캔들 전문 변호사 QUEEN 제6화 | 와카츠키 레이지          | 후지 TV           |                                                                      |
| 2019년 4월 19일 ~ 6월 21일                          | 미스트리스 ~여자들의 비밀~ | 키도 키지                | NHK 종합          |                                                                      |
| 2019년 7월 1일 ~ 8월 26일·2019년 7월 3일 ~ 8월 28일 | 스캠 | 쿠사노 마고토            | MBS·TBS           |                                                                      |
| 2019년 8월 27일 ~ 9월 14일                          | 꽃에게 짐승 ~Second Season~ | 카키조노 효              | 후지 TV           |                                                                      |
| 2019년 10월 12일 ~ 12월 14일                        | 내 이야기는 길어 | 쿠마노 카이세이          | 후지 TV           |                                                                      |
| 2020년 1월 11일                                     | 야마모토 슈고로 드라마 사부 | 에이지                   | NHK BS 프리미엄   |                                                                      |
| 2020년 3월 26일                                     | 홈룸 최종화 |                          | MBS               |                                                                      |
| 2020년 6월 17일 ~ 8월 5일                           | 파견의 품격 제2 시리즈 | 키도 키지                | NTV               |                                                                      |
| 2020년 6월 28일                                     | 필살 사업인 2020 | 타카미 신노스스무        | TV 아사히         |                                                                      |
| 2021년 1월 3일·1월 4일                              | 교장 II | 히가 타이치              | 후지 TV           |                                                                      |
| 2021년 1월 9일                                      | 바이플레이어즈 ~명조연 숲의 100일간~                                                                                              | 스기노 요스케 (자신)     | TV 도쿄           |                                                                      |
| 2021년 1월 9일 ~ 2월 13일                           | 나오쨩은 초등학교 3학년 | 나오쨩                   | TV 도쿄           |                                                                      |
| 2021년 1월 10일                                     | 앱으로 사랑하는 20의 조건 | 하세가와 마코토          | NTV               |                                                                      |
| 2021년 2월 20일 ~ 3월 27일                          | 특별 드라마 〈없을지도 몰라〉 | 요시오카 히로시          | NHK 종합          |                                                                      |
| 2021년 8월 15일                                     | 단편 극장 〈마음의 후후후〉 제1화 소매 살롱                                                                                       | 카리슈 마사토            | WOWOW             |                                                                      |
| 2021년 10월 - <예정>                                | 사랑합니다! ~양키 군과 하얀 지팡이 걸~                                                                                            | 쿠라카와 모리오          | NTV               | [ 4 ]                                                                |
| 2021년 10월 6일 ~ 12월 15일                         | 사랑입니다! ~양키군과 하얀지팡이의 걸~                                                                                            | 구로카와 모리세          | NTV               |                                                                      |
| 2022년 2월 4일 ~ 3월 25일                           | 아내, 초등학생이 되다. | 아이카와 렌지            | TBS               | 제3화 ~ 최종화                                                       |
| 2022년 7월 5일 ~ 9월 6일                            | 유니콘을 타고 | 스자키 코우              | TBS               |                                                                      |
| 2022년 7월 28일 ~ 9월 29일                          | 내 누나 | 시라이 쥰페이            | TV 도쿄           | [ 5 ]                                                                |
| 2022년 11월 20일                                    | 아무도 모르는 아카시가 산마 〈아카시가 산마 VS 하기모토 가이치~젊은 날의 산마가 전설의 남자에게 도전한 조금 과격한 코미디 전쟁~〉 | 아카시가 산마            | NTV               |                                                                      |
| 2023년 1월 15일 ~ 11월 19일·12월 17일               | 대하드라마 〈어떡하지 이에야스〉                                                                                                  | 사카키바라 야스마사      | NHK               | 제2화 ~ 제44화·최종화                                                |
| 2023년 1월 16일 ~ 3월 27일                          | 덫의 전쟁 | 나오자와 마사토          | 간사이 TV·후지 TV |                                                                      |
| 2023년 7월 12일 ~ 9월 20                            | 바라카몬 | 한다 세이슈              | 후지 TV           |                                                                      |
| 2024년 5월 6일                                      | 살아 있는 모든 것 | 요시오카 가오루          | TV 도쿄           |                                                                      |
| 2024년 7월 8일 ~ 9월 16일                           | 마운틴 닥터 | 미야모토 아키라          | 간사이 TV·후지 TV |                                                                      |
| 2024년 7월 12일 ~ 9월 13일                          | 이소베 이소베에 이야기 ~속세는 괴로워~                                                                                            | 이소베 이소베            | WOWOW             |                                                                      |
| 2024년 10월 8일 ~                                   | 오쿠라 ~미궁에 빠진 사건 수사~ | 후와 토시키              | 후지 TV           |                                                                      |

### WEB·전달 드라마
- 민왕 번외편 비서 카이바라와 6명의 수상한 손님들 제6화 〈화성인이라고 자칭하는 남자〉 (2016년 5월 27일, 비디오 경로 TV 아사히 동영상)
- 수수하지만 굉장해! 교열걸 코노 에츠코...가 없는 수요일 (2016년 11월 30일·12월 14일, Hulu) - 연수의· 경찰관 역
- 도쿄 앨리스 (2017년 8월 25일 ~ , 전 12화, Amazon 프라임 비디오) - 이즈미 아츠토 역[6]
- 굿모닝 콜 our campus days (2017년 9월 22일 ~ , 전 10화, FOD·Netflix) - 나츠메 히라기 역
- 꽃에게 짐승 (2017년 10월 30일 ~ 2018년 1월 1일 dTV·FOD) - 카키조노 효 역[7]
- 꽃에게 짐승 ~Second Season~ (2019년 3월 23일 ~ 5월 11일, 전 5화, dTV·FOD) - 카키조노 효 역
- 새로운 왕 Season2 (2019년 1월 18일 ~ 3월 14일, Paravi) - 고시 역
- 내 누나 (2021년 9월 ~ , Amazon 프라임 비디오) - 시라이 쥰페이 역
- 365화 오디오 드라마 〈오늘도 쓰고 있다!〉 (2021년 1월 1일 ~ , TopCoatLand) - 아키노 유스케 역
- 쿠로카와 모리요, 아르바이트를 찾고 있습니다! (2021년 11월 10일·11월 24일·12월 8일, Hulu) - 구로카와 모리세 역

### 영화
| 개봉일자         | 제목                                | 역할                    | 배급사                   | 비고          |
| ---------------- | ----------------------------------- | ----------------------- | ------------------------ | ------------- |
| 2017년 1월 28일  | 기적: 그 날의 소비토                | SOH                     | 도에이                   | [ 8 ]         |
| 2017년 6월 30일  | 오빠에게 너무 사랑받아서 곤란해요   | 세리카와 쿠니미츠       | 쇼치쿠                   | [ 9 ]         |
| 2017년 11월 25일 | 복면계 노이즈                       | 하루노 요시토(하루요시) | 쇼치쿠                   |               |
| 2018년 9월 15일  | 반짝반짝 안경                       | 오야마다 타카유키       | S·D·P                    |               |
| 2018년 10월 5일  | 그 아이의 포로                      | 토조 스바루             | 쇼게이트                 |               |
| 2018년 12월 14일 | 봄을 기다리는 우리들                | 타다 류지               | 워너 브라더스 영화       |               |
| 2019년 3월 21일  | L❤︎DK 한 지붕 아래、「좋아」가 두개. | 쿠가야마 슈세이         | 도에이                   | [ 10 ]        |
| 2019년 5월 17일  | 이네무리 이와네                     | 카와데 신노스케         | 쇼치쿠                   |               |
| 2019년 11월 29일 | 양과 늑대의 사랑과 살인             | 쿠로스 에츠로           | 프레시 디오              |               |
| 2020년 11월 13일 | 플라이트 온 더 워터                 | 카가 소토               | KADOKAWA                 | [ 11 ]        |
| 2021년 4월 9일   | 100명의 명조연이 영화를 만든다면    | 스기노 요스케 (자신)    | 도호                     | [ 12 ] [ 13 ] |
| 2021년 7월 9일   | 도쿄 리벤저스                       | 타치바나 나오토         | 워너 브라더스 영화       | [ 14 ]        |
| 2022년 4월 1일   | 이윽고 바다에 닿다                  | 토노 아츠시             | 비터스·엔드              |               |
| 2023년 4월 21일  | 도쿄 리벤저스2 전편 '운명'          | 타치바나 나오토         | 워너 브라더스 영화       |               |
| 2023년 6월 30일  | 도쿄 리벤저스2 전편 '결전'          | 타치바나 나오토         | 워너 브라더스 영화       |               |
| 2022년 8월 19일  | 바이올런스 액션                     | 테라노                  | 소니 픽쳐스 엔터테인먼트 |               |
| 2024년 6월 7일   | 바람의 연주의 너에게                | 마나카 케이야           | 나카치카 픽쳐스          |               |

### 애니메이션
| 개봉일자         | 제목                                           | 역할        | 배급/방송사 | 비고          |
| ---------------- | ---------------------------------------------- | ----------- | ----------- | ------------- |
| 2020년 10월 18일 | 애니x파라 ~당신의 영웅은 누구입니까~ episode11 | 모리 요시키 | NHK·NHK BS1 | TV 애니메이션 |

## 그 외 출연

### 기행·다큐멘터리
- 죠이즈미 (2020년 5월 16일, NHK BS 프리미엄) - 〈바르셀로나 (스페인)〉편, 죠노 마사히로와 현지의 아파트에서 7일간 공동 생활.

### 버라이어티
- 통쾌 TV 스캇토 재팬 〈졸업 앨범의 메시지〉편 (2018년 3월 19일, 후지 TV) - 마토바 신고 역
- 히루난데스! (2019년 10월 4일 ~ 11월 29일, NTV) - 금요일 시즌 레귤러[16]
- 골든 배우 위크 (2020년 4월 29일 ~ 5월 6일, NTV) - 학원생 대표
- run for money 도주 중 (2020년 10월 11일·2021년 1월 2일, 후지 TV)
- 메쟈마시 TV (2021년 5월, 후지 TV) - 월간 엔터테인먼트 발표자
- 발현! 쿠라베루 학교 백경 (2022년 7월 6일, 2023년 8월 19일, NHK 종합) - MC
- 로고만이 알고 있다 (2023년 1월 18일, NHK 종합)
- 고키겐 라이프 스타일 요~이 동! (2023년 3월 27일, 간사이 TV)
- 안녕 사랑하는 장소 (2024년 4월 5일, TV 아사히)

### 라디오
- 스기노 요스케의 〈이번엔 긴 바지〉 (2020년 ~ , AuDee)[17]
- 스기노 요스케의 오늘 밤에도 오프 토크 supported by SOYBIO 두유 요구르트 (2021년 10월 5일 ~ 2024년 3월 26일, TOKYO FM)

### PV
- aiko 〈プラマイ 푸라마이[*]〉 (2015년 11월 18일)
- go! go! vanillas 〈불가사의 원더월드 (パラノーマルワンダーワールド)〉 (2019년 5월 15일)
- amazarashi 〈미래일 수 없었던 그 밤에 (未来になれなかったあの夜に)〉 (2019년 11월 20일)
- 카미시라이시 모네 × 우치사와 타카히토 (androp) 〈해피 엔드 (ハッピーエンド)〉 (2020년 12월 23일)

### 광고 (CM)
- 슈에이샤 문고 나츠이치 2016 스페셜 무비 〈세계 변하게 될꺼야〉
- 바로크 재팬 리미티드 〈AZUL by moussy〉 (2017년 4월) - 나가사와 마사미와 공동 출연
- 군제 BODY WILD (2017년 7월 ~ 2018년 12월)
- 나이가타 쌀 〈신스노케 「기다리게 했습니다. 신노스케 입니다.」〉 (2017년 10월 ~ ) ※관동 지역과 니가타 지역에서 온에어
- 카오 〈어택 ZERO〉 (2019년 4월 ~ ) - 마츠자카 토리, 카쿠 켄토, 스다 마사키, 마미야 쇼타로와 공동 출연
- 부르봉 〈알 포트〉 (2020년 ~ )
  - 부르봉 비스킷 왕조 세 왕가의 전투 캠페인 (2022년 2월 ~)
- 시세이도 〈AQUALABEL〉 (2022년 3월 ~ )
- 포카 삿포로 식품 & 음료 〈SOYBIO〉 (2023년 4월 ~ )

## 음반

### CD
- 그린 보이즈 (2017년 1월 24일, ESCL-4807~4808 / ESCL-4809) - 영화 《기적: 그 날의 소비토》에 의한 그룹.[18]
- in No hurry to shout; "Close to me (2017년 11월 15일, SRCL-9562~9563 / SRCL-9564) - 영화 《복면계 노이즈》에 등장하는 밴드.[19]

## 서적

### 사진집
- 하품 (あくび 아쿠비[*]) (2018년 3월 30일, 와니북스) ISBN 978-4-8470-4994-1
- 스기노토 (2019년 12월 19일, 각켄 홀딩스) ISBN 978-4-05-406758-5
- 8 (2022년 9월 22일, 와니북스) ISBN 978-4847084423

## 잡지
- FINEBOYS (2015년 12월호 ~ 2019년 12월호) - 전속 모델

### 내용주
1. ↑  〈FINEBOYS〉 2015년 11월호 P.86 로부터
2. ↑  개봉일 기준은 일본에서의 개봉일이다.
3. ↑  후쿠하라 하루카와 공동 주연
4. ↑  개봉일 기준은 일본에서의 개봉일이다.
5. ↑  이토요 마리에와 공동 주연

### 참조주
1. ↑  “VOGUE GIRL with BOY FRIEND Guest :스기노 요스케”. 《VOGUE GIRL》. 합동 회사 콘데나스트 재팬. 2019년 4월 6일에 확인함.
2. ↑  “스기노 요스케, 「현장을 당기고 싶다」 역할도 의식도 배우로서 다음 단계로 / 드라마 「꽃에게 짐승」 인터뷰”. 《iLIP》. 2017년 10월 30일. 2017년 11월 7일에 원본 문서에서 보존된 문서. 2020년 5월 24일에 확인함.
3. ↑  “후쿠하라 하루카 × 시라이시 슌아 「굿모닝  콜」실사화 속편이 결정 스기노 요스케 등 신 캐스트 발표”. 모델프레스. 2016년 9월 13일. 2017년 9월 14일에 확인함.
4. ↑  “스기 요스케, 첫 양키 역으로 스기사키 하나에 연정 「순수하고 똑바른 사람의 심금을 울리는 사람」”. 《ORICON NEWS》. oricon ME. 2021년 8월 16일. 2021년 8월 16일에 확인함.
5. ↑  “쿠로키 하루 × 스기노 요스케 「내 누나」 실사 드라마화 해가 떨어진 남매의 유머러스 한 회화극”. 《ORICON NEWS》. oricon ME. 2021년 8월 11일. 2021년 8월 16일에 확인함.
6. ↑  “야마모토 미즈키 「도쿄 앨리스」에 오타니 료헤이, 다이토 슌스케, 스기노 요스케 출연, 특보도 공개”. 영화나탈리. 2017년 8월 9일. 2017년 9월 14일에 확인함.
7. ↑  “스기노 요스케 초특급 타카시 등이 짐승 남자에 「꽃에게 짐승」 드라마화”. CINRA.NET. 2017년 9월 18일. 2017년 9월 19일에 확인함.
8. ↑  “마츠자카 토리 × 스다 마사키 「기적」추가 캐스트에 요코하마 류세이, 나리타 료, 스기노 요스케”. 영화나탈리. 2016년 8월 15일. 2017년 9월 16일에 확인함.
9. ↑  “쿠사카와 타쿠야가 왕자 캐릭터, 스기노 요스케가 겁 많은 역에서 츠치야 타오 상봉 「오빠에게」에 출연”. 영화나탈리. 2016년 11월 6일. 2016년 11월 7일에 확인함.
10. ↑  “카미시라이시 모네 × 스기노 요스케 × 요코하마 류세이, 「L·DK」신작으로 삼각관계 / 2018년 9월 6일 - 영화 - 뉴스 - 크랭크인!”. 《www.crank-in.net》 (일본어). 2018년 10월 18일에 확인함.
11. ↑  “스기노 요스케, 나카죠 아야미 주연 영화 「수상의 플라이트」 추가 캐스트 발표 <본인 코멘트>”. 모델프레스. 2020년 2월 6일. 2020년 2월 6일에 확인함.
12. ↑  “「바이플레이어즈」새로운 프로젝트 시작! 드라마 24에서 1월 드라마 방송 & 내년 봄 영화화 결정! 총원 100명 이상의 개성파 배우가 본인 역으로 날뛰어!”. 2020년 11월 27일. 2020년 12월 2일에 확인함.
13. ↑  “이름 조연 100명으로 「바이플레이어즈」 영화화! 제1탄 캐스트 41명을 한꺼번에 발표”. 영화.com. 2020년 11월 27일. 2020년 12월 20일에 확인함.
14. ↑  “키타무라 타쿠미가 실사 「도쿄 리벤저스」 주연, 요시자와 료와 야마다 유키는 최흉 조직의 콤비에”. 《영화나탈리》. 나타샤. 2020년 3월 4일. 2020년 3월 4일에 확인함.
15. ↑  “아니 × 파라 제11탄은 「DEAR BOYS」와 콜라보, 스기노 요스케와 이토요 마리에가 W 주연”. 《영화나탈리》. 나타샤. 2020년 9월 29일. 2020년 9월 29일에 확인함.
16. ↑  “스기노 요스케 요리 남자에!? 「히루난데스!」 금요일 시즌 레귤러 결정”. 텔레비전 도갓찌. 2019년 9월 30일. 2019년 10월 3일에 확인함.
17. ↑  “첫 방송은 질문 공세! 스기노 요스케의 『이번엔 긴 바지』”. AuDee. 2020년 12월 24일. 2021년 2월 13일에 확인함.
18. ↑  “그린 보이즈 데뷔 싱글의 아트 워크를 해금”. 《SPICE》 (플러스). 2016년 12월 16일. 2017년 10월 1일에 확인함.
19. ↑  “나카죠 아야미주연 「복면계 노이즈」 극 중 밴드 이노하리, MWAM 제공의 데뷔곡 MV”. 음악 나탈리. 2017년 9월 29일. 2017년 10월 1일에 확인함.